# 4133 Heureka
4133 Heureka eller 1942 DB är en asteroid i huvudbältet som upptäcktes den 17 februari 1942 av den finska astronomen Liisi Oterma vid Storheikkilä observatorium. Den har fått sitt namn efter det finska vetenskapscentrumet Heureka.
Den tillhör asteroidgruppen Eunomia.